# Nübbel
Nübbel (in danese Nybøl) è un comune di 1 587 abitanti dello Schleswig-Holstein, in Germania.
Appartiene al circondario (Kreis) di Rendsburg-Eckernförde (targa RD) ed è parte della comunità amministrativa (Amt) di Fockbek.